# Sébastian Pirlot
Sébastian Pirlot (Saint-Mard, 29 augustus 1971) is een Belgisch politicus, eerst voor de PS en daarna voor de MR.

## Levensloop
In 1995 werd Pirlot licentiaat in de journalistiek aan de ULB. Van 1993 tot 1995 werkte hij als perscorrespondent bij de krant Avenir du Luxembourg. Na zijn studies werd hij adjunct-gemeentesecretaris in Aarlen en parlementair attaché van Guy Larcier.
Hij werd politiek actief bij de PS en was van 1997 tot 2014 secretaris-generaal van de PS-afdeling van de provincie Luxemburg. In 2000 werd Pirlot verkozen als gemeenteraadslid van Chiny en werd hij vrijwel onmiddellijk tot eerste schepen van de gemeente benoemd. Hij vervulde beide mandaten tot in 2003. Ook was hij van 2000 tot 2004 provincieraadslid en van 2003 tot 2004 gedeputeerde van de provincie Luxemburg.
In 2004 werd hij verkozen tot Waals Parlementslid en tot lid van het Parlement van de Franse Gemeenschap en zette hij het mandaat van gedeputeerde stop. Hij vervulde beide mandaten tot in 2014. 
In 2006 werd Pirlot terug gemeenteraadslid van Chiny en sinds dat jaar is hij ook burgemeester van de gemeente. 
In 2014 werd hij voor de kieskring Luxemburg verkozen tot lid van de Kamer van volksvertegenwoordigers, waar hij bleef zetelen tot in 2019.
In januari 2019 verliet Pirlot de PS omdat hij niet tevreden was over het beleid van de partijleiding en omdat hij vond dat de partij onder druk van de radicaal-linkse PTB te veel naar links opschoof. Na zijn parlementaire loopbaan richtte Pirlot een immobiliënkantoor op.
In juni 2021 sloot hij zich aan bij de liberale MR omdat hij zich als overtuigd aanhanger van het laïcisme herkende in het standpunt van deze partij   in het debat over religieuze hoofddoeken bij overheidsdiensten.
In 2021 werd hij algemeen directeur ad interim in Bouillon. Dit stootte op veel onbegrip in Bouillon. De burgemeester van Bouillon, Patrick Adam, is algemeen directeur van Chiny, waar Pirlot burgemeester is.